# ダンプねえちゃんとホルモン大王
『ダンプねえちゃんとホルモン大王』（ダンプねえちゃんとホルモンだいおう）は、藤原章監督・脚本による2009年の日本のアクション・コメディ映画。

## ストーリー
ラーメン屋の一人娘であるダンプねえちゃんが、自分をレイプしたケンカチャンピオンのホルモン大王へ復讐する。

## キャスト
- 宮川ひろみ：ダンプねえちゃん
- デモ田中：ホルモン大王
- 坂元啓二：ケンジ
- 徳元直子：ポンコ
- 酒徳ごうわく：お兄ちゃん
- 切通理作：大先生
- 朝生賀子：看護婦
- 有馬顕：ゴリラ人間
- 花くまゆうさく：佐藤次郎
- 村田卓実：佐藤三夫
- 渋谷拓生：労務者
- 浦島こうじ：不幸な兄
- 吉行由実：不幸な妹
- 篠崎誠：陳さん
- 髙橋洋：お父ちゃん